# ستيلا هندرسون
ستيلا هندرسون (بالإنجليزية: Stella May Henderson)‏ هي صحفية نيوزيلندية، ولدت في 25 أكتوبر 1871 في كايابوي ‏ في نيوزيلندا، وتوفيت في 1 مارس 1962 في ملبورن في أستراليا.